# 속임수 (바둑)
속임수는 상대방의 취약점 및 허점 등을 노리고 정수가 아닌 수로 속임으로써 정당한 대가 이상의 부당한 이득을 꾀하는 수다. 상대방을 끌어들이기 위한 목적의 함정이 있는 음험한 수단이라 하여 함정수 또는 암수라고도 한다.